# Styles P
Styles P, nome artístico de David Styles, (Yonkers, 28 de novembro de 1974) é um rapper americano de pai jamaicano e mãe sul-africana. Ele é membro do grupo The LOX, junto com Jadakiss e Sheek Louch. É conhecido principalmente por suas duras letras e suas impactantes mensagens em suas canções.

## História

### Carreira
Styles começou no mundo do rap cantando com Jadakiss, Kasaan e Sheek em 1994, já que todos cresceram na mesma cidade, Yonkers, no estado de Nova Iorque. A pouco tempo assinaram contrato com a gravadora Bad Boy Records, e gravaram canções com The Notorious B.I.G. e Puff Daddy. Em 1998, o The Lox lançou Money, Power & Respect, e abandonaram a gravadora e assinaram com a Ruff Ryders. Posteriormente ao lançamento do novo álbum do The Lox, Jadakiss lançou seu primeiro álbum solo, Kiss tha Game Goodbye.
Em 2002, Styles P lançou seu primeiro álbum solo, A Gangster and a Gentleman. O álbum traria o tema "My Life", com a participação de Pharoahe Monch, e a música dedicada ao uso de maconha, "Good Times (I Get High)", que foi uma das canções mais tocadas em 2002.
Em 2003, Styles e Jadakiss apareceram em "Oz Soundtrack", com a música "Some Niggas", que falava sobre a vida na prisão. No ano seguinte, gravou a mixtape Ghost Stories, lançada somente em Nova York. Incluia a música gravada com Akon, "Locked Up".
Em 2005, junto com Jadakiss participaram do remix "We Belong Together" de Mariah Carey, e no álbum The Hip-Hop Violinist de Miri Ben-Ari com o tema "We Gonna Win". Neste ano também lançou duas novas mixtapes Ghost in the Shell na primavera de 2005 e Ghost in the Machine no fina ldo ano. Styles P tem aparecido em várias músicas de outros rappers, como Jadakiss, DMX, Jin entre outros.

## Discografia

### Álbuns solo
- 2002 - A Gangster and a Gentleman
- 2006 - Time Is Money
- 2007 - Supa Gangsta, Extraordinary Gentleman

### The Lox
- 1998 - Money, Power & Respect
- 2000 - We Are the Streets

### Singles
| Ano  | Música                                                                   | Top 100 | Hot R&B | Hot Rap | UK Singles | Álbum                                 |
| ---- | ------------------------------------------------------------------------ | ------- | ------- | ------- | ---------- | ------------------------------------- |
| 2002 | "Good Times"                                                             | 22      | 6       | 8       | -          | A Gangster and a Gentleman            |
| 2002 | "The Life" (feat. Pharaohe Monch)                                        | -       | 66      | -       | -          | A Gangster and a Gentleman            |
| 2002 | "Jenny from the Block" (Jennifer Lopez feat. Jadakiss & Styles P)        | 3       | -       | -       | 3          | This Is Me... Then                    |
| 2004 | "Locked Up [Remix]" (Akon feat. Styles P)                                | 8       | -       | -       | 5          | Trouble                               |
| 2005 | "Can You Believe It" (feat. Akon)                                        | -       | 32      | -       | -          | Time Is Money                         |
| 2005 | "I'm Black" (feat. Marsha Ambrosius)                                     | -       | 94      | -       | -          | Time Is Money                         |
| 2006 | "We Belong Together" [Remix]" (Mariah Carey feat. Jadakiss & Styles P)   | 1       | 1       | 1       | 3          | The Emancipation of Mimi              |
| 2006 | "Who Want A Problem [Remix]" (feat. Swizz Beatz, Jadakiss & Sheek Louch) | -       | -       | -       | -          | Time Is Money                         |
| 2007 | "Blow Ya Mind" (feat. Swizz Beatz)                                       | -       | 51      | 19      | -          | Supa Gangsta, Extraordinary Gentleman |
| 2008 | "Gangster, Gangster" (feat. Jadakiss & Sheek Louch)                      | -       | -       | -       | -          | Supa Gangsta, Extraordinary Gentleman |

## Participações
- SUPER PREDATOR - (Joey Bada$$ feat. Styles P)
- Watch Out - (DJ Khaled feat. Akon, Styles P, Fat Joe)
- It's Personal - (DMX feat. Styles P, Jadakiss)
- Locked Up {Remix} - (Akon feat. Styles P)
- Don Status - (Guru feat. Styles P)
- In The Ghetto - (Bronz N Blak feat. Styles P)
- I'm Not You - (Clipse feat. Roscoe P. Coldchain, Jadakiss, Styles P)
- Metal Lungies - (Ghostface Killah feat. Styles P & Sheek Louch)
- Comrade's Call - (M-1 feat. Styles P & Bazaar Royale)
- Shotgun Session - (Fat Joe & Styles P)
- D-Block 2 QB - (Alchemist feat. Styles P Havoc, Big Noyd & J-Hood)
- Keep It Gangsta (Remix) - (Fabolous feat. Styles P, Paul Cain, Jadakiss & M.O.P.)
- Knocking Heads Off - (Lil Jon feat. Jadakiss, Styles P)
- Karaoke Nite - (Jin feat. Styles P)
- Wise Guys - (Statik Selektah feat. Nas, Styles P & Scram Jones)
- Jenny From The Block - (Jennifer Lopez feat. Styles P & Jadakiss)
- We Belong Together (Remix) - (Mariah Carey feat. Styles P & Jadakiss)
- Can't You See - (Lemar feat. Styles P & Mica Paris)
- Banned From TV - (Noreaga feat. Cam'ron, Styles P, Jadakiss, Big Pun & Nature)
- We Gonna Win - (Miri Ben-Ari feat. Styles P)
- Ghetto Love Remix - (Angie Stone feat. Styles P)
- Just Another Day - (Obie Trice & Styles P)
- Raised With Them Gangstas - (Papoose feat. D-Block, Black Rob & McGruff)
- Shot Down - (DMX feat. 50 Cent & Styles P)
- Blown Away - (Akon feat. Styles P)
- Bang Bang - (Krumbsnatcha feat. Styles P)
- Push It Remix - (Rick Ross feat. Bun B, Jadakiss, Styles P & The Game)
- One Blood (Remix) - (The Game feat. Jim Jones, Snoop Dogg, Nas, T.I., Fat Joe, Lil Wayne, N.O.R.E., Jadakiss, Styles P, Fabolous, Juelz Santana, Rick Ross, Twista, Kurupt, Daz, WC, E-40, Bun B, Chamillionaire, Slim Thug, Young Dro, Clipse & Ja Rule.
- Pop That Cannon - (Cassidy feat. Styles P)
- Ruff Ryders All-Star Freestyle - (Ruff Ryders feat. Cassidy, J-Hood, Styles P)
- Ya'meen - (Method Man feat. Styles P, Fat Joe)
- I Never Thought - (KZ feat. Beanie Sigel, Styles P & Scarface)
- 914 - (Pete Rock feat. Styles P & Sheek Louch)
- Fly Shit - (Ras Kass feat. Styles P)
- Go Hard - (Killa Klump feat. Styles P)
- Live From The Streets - (Angie Martinez feat. Jadakiss, Styles P, Beanie Sigel, Kool G Rap & B.R.E.T.T.)
- Respect my gangsta - (Drag-On feat. Styles P)
- Get in touch with us - (Lil'Kim & Styles P)
- Tell Me (remix) - (Lil' Flip feat. Styles P)
- S omeday [Urbanix Remix](feat. Styles P)
- I'm High - (T-Pain feat. Styles P)
- "The Hardest Out" (Hell Rell feat. Styles P & Lil' Fame do M.O.P.)